# リビア大人工河川
リビア大人工河川計画（Great Manmade River。リビア人工大運河、リビア大水路とも）は、リビアの砂漠地帯に眠る化石水を汲み上げ、パイプラインによって海岸部の大都市や農園地帯に供給しようという計画。現在一部が完成し、実際に供用されている。

## 計画

計画図

1953年、リビアにおける石油探査の際、内陸部のサハラ砂漠の地下深くに1万年以上前に蓄積された大量の地下水が眠っていることが発見された。1984年、その地下水を汲み上げ、海岸部のトリポリやベンガジといった大都市や、トリポリタニア、キレナイカの農耕地帯に供給する大灌漑計画が発表された。25年計画であり、2009年度中の完成を目指している。カッザーフィー大佐は、この計画について「世界の8番目の不思議だ」と述べた。
工事は4期に分かれ、1期はクフラ近くのキレナイカ内陸部から地下水を汲み上げ、ベンガジ及びキレナイカ海岸部に供給、2期はフェザーンのセブハ近くから水を汲み上げトリポリタニア海岸部及びトリポリに供給、3期はエジプト国境近くの内陸部からトブルク近辺への給水、4期はガダーミス近くからチュニジア国境地方への給水という計画となっている。
水路の総延長は4000kmにも上り、深さ500m、1300本以上の井戸から一日あたり6,500,000m³の淡水を供給する計画である。水路の通るほぼ全域が砂漠地帯のため、直径4mのコンクリート管を地下に埋設し、海岸部まで導水する。総工費は250億ドル。
1993年にはベンガジに、1996年にはトリポリに、2007年に北西部のガリヤンに送水開始された。

## 問題点
化石水の過度の汲み上げによる地下帯水層の枯渇により、リビア南部に点在するオアシスへの影響が危惧されている。また、250億ドルもの総工費に見合う利益が上がるのかという声もある。巨費をかけ建設しても、現在地下水の増加は気候的に見込めず、枯渇すれば水路は一瞬にして無用の長物と化すからである。50年間は計画通りの水量で供給できるとされているが、逆に言えば50年を過ぎれば枯渇の可能性があるということでもある。
また、工事は技術上の問題や水質の問題、建設費の高騰などにより遅れ気味である。
なお、ヌビア砂岩帯水層はサハラ砂漠の下をリビア・エジプト・スーダン北部・チャドに分布し大量の地下水を含む。

## その他
リビアは大人工河川計画を国家の一大プロジェクトとして位置づけており、愛・地球博のリビア館においては中心展示としてこの計画に使われた土管や工事風景の映像が出展された。